# Diamante (album Zucchero Fornaciari)
Diamante è una raccolta del cantante italiano Zucchero Fornaciari, pubblicata nel 1994 e destinata al mercato sudamericano.

## Descrizione
In esso sono contenute le versioni in spagnolo delle hit del cantante emiliano, tradotte dal cantante argentino Fito Páez. Furono estratti i singoli promozionali Chicas e El diablo en mi.
L'album ebbe particolare successo in Argentina e in Messico, vendendo in entrambi i paesi oltre 100 000 copie e arrivando al traguardo del disco di platino.

## Tracce
Gli autori dei brani sono gli stessi delle versioni originali, eccetto dove diversamente indicato.
1. Overdose (d'amore) – 5:23
2. Il mare (impetuoso al tramonto salì sulla luna e dietro una tendina di stelle...) – 3:57
3. Diamante – 5:50 (testo: Francesco De Gregori, F. Páez)
4. Senza una donna – 4:28 (testo: Zucchero, F. Páez)
5. Dame mi sol – 4:31 (testo: Zucchero, F. Páez)
6. Madre dolcissima – 7:23
7. El diablo en mi – 4:07 (testo: Zucchero, F. Páez)
8. Dune mosse – 5:33
9. Chicas – 3:31 (testo: Alberto Salerno, F. Páez)
10. A Wonderful World – 4:35
11. Solo una sana y consabida libido salva al joven del stress y de la Accion Catolica! – 4:55 (testo: Zucchero, F. Páez)
12. Miserere (feat. Luciano Pavarotti) – 4:15
13. Eligime – 2:30 (testo: Zucchero, F. Páez)

## I video musicali
- Chicas, su YouTube.

## Formazione
- Zucchero - voce, organo Hammond, pianoforte, piano elettrico
- Randy Jackson - basso
- Polo Jones - basso
- Martin Frosty Beedle - batteria
- George Perry - batteria
- Eric Clapton - chitarra
- Corrado Rustici - chitarra, tastiere, synth
- David Sancious - tastiere, pianoforte, synth
- Peter John Vettese - tastiere, organo
- Fio Zanotti - tastiere
- Rosario Jermano - percussioni
- Mory Thioune - percussioni, cori
- Clarence Clemons - sax
- Eric Daniele - sax soprano
- Andrew Love - sax
- Claudio Pascoli - sax
- Wayne Jackson - trombe, trombone
- The Mephis Horns - corni
- Michael Kamen - arrangiamenti orchestra
- Jack Blackfoot - cori
- Aida Cooper - cori
- Giulia Fasolino - cori
- Lisa Hunt - cori
- Iskra Menarini - cori
- Arthur Miles - cori
- Antonella Pepe - cori
- Simona Pirone - cori
- Rufus Thomas - cori
- Mino Vergnaghi - cori
- James Thompson - cori
- Ruby Wilson - cori